# Knjige u 2012.
◄◄ | ◄ | 2009. | 2010. | 2011. | 2012.  | 2013. | 2014. | 2015. | ► | ►►
Arhitektura • Astronautika • Astronomija • Biologija • Film • Fotografija • Glazba • Kazalište • Kemija • Kiparstvo • Knjige • Književnost • Kršćanstvo • Meteorologija • Medicina • Planinarstvo • Politika • Pravo • Promet • Slikarstvo • Strip • Šport • Televizija • Znanost • Zrakoplovstvo • Željeznički promet
Knjige u 2012.

## Hrvatska i u Hrvata

### 1, 2, 3, ...
- 10 minuta pozornosti, Wendy Holden, Goldie Hawn. Prevoditelj: Romana Čačija. Nakladnik: Planetopija. Broj stranica: 192. Duhovna literatura i Self-Help. Roditeljstvo i odgoj djece, Društvene znanosti. ISBN 978-953-257-217-9
- 1998. – 2008. Pregled radova, Marijan Molnar. Nakladnik: MeandarMedia. Broj stranica: 183. Umjetnost, arhitektura, dizajn. ISBN 978-953-334-010-4
- 20 koraka prema naprijed, Jorge Bucay. Prevoditelj: Silvana Roglić. Nakladnik: Fraktura. Broj stranica: 200. Psihologija. ISBN 978-953-266-392-1
- 2666, Roberto Bolaño. Prevoditelji: Simona Delić, Tatjana Tarbuk, Tamara Horvat Kanjera i Dinko Telećan. Nakladnik: Vuković & Runjić. Broj stranica: 1072. Beletristika. ISBN 978-953-286-080-1
- 5 priča i krafne, Zrinka Pavlić. Nakladnik: Jesenski i Turk. Broj stranica: 111.  Beletristika. ISBN 978-953-222-404-7
- 500, Matthew Quirk. Prevoditelj: Ivan Zorić. Nakladnik: Lumen izdavaštvo. Broj stranica: 292. Krimići i trileri. ISBN 978-953-7829-47-6

### A
- A što sad?, Mirjana Krizmanić. Nakladnik: V.B.Z. Broj stranica: 116.  Duhovna literatura i Self-Help. ISBN 978-953-304-412-5
- Adrian Mole i oružje za masovno uništenje, Sue Townsend. Prevoditelj: Ozren Doležal. Nakladnik: Mozaik knjiga. Broj stranica: 444. Beletristika. ISBN 978-953-141-296-4
- Ahilejeva pjesma, Madeline Miller. Prevoditelj: Maja Šoljan. Nakladnik: Lumen izdavaštvo. Broj stranica: 332.  Povijesni romani. ISBN 978-953-7829-35-3
- Alex Cross, James Patterson. Prevoditelj: Maja Ivanković. Nakladnik: Lumen izdavaštvo. Broj stranica: 383. Krimići i trileri. ISBN 978-953-7829-53-7
- América, T. C. Boyle. Prevoditelj: Ivana Šojat-Kuči. Nakladnik: Fraktura. Broj stranica: 376. Beletristika. ISBN 978-953-266-400-3
- Ardura, Sanja Lovrenčić. Nakladnik: Fraktura. Broj stranica: 464. Horor, fantastika i SF. ISBN 978-953-266-423-2
- Atlas oblaka, David Mitchell. Prevoditelj: Saša Stančin. Nakladnik: Vuković & Runjić. Broj stranica: 480. Horor, fantastika i SF. ISBN 978-953-286-085-6
- Autoportret s torbom, Semezdin Mehmedinović. Nakladnik: Fraktura. Broj stranica: 256.  Beletristika. ISBN 978-953-266-393-8
- Azilanti, Nikola Šimić Tonin. Nakladnik: Edicije Božičević. Broj stranica: 96. Beletristika. ISBN 978-953-6751-86-0
- Bijela garda, Mihail Bulgakov. Nakladnik: Alfa. Broj stranica: 348. Beletristika. ISBN 978-953-297-407-2

### B
- Bečka moderna, Viktor Žmegač. Nakladnik: Matica hrvatska. Broj stranica: 339. Društvene znanosti. ISBN 978-953-150-969-5
- Belladonna, Daša Drndić. Nakladnik: Fraktura. Broj stranica: 320. Beletristika. ISBN 978-953-266-408-9
- Bemteumozak, Maksim Cristan. Prevoditelj: Tamara Pliško. Nakladnik: Planetopija. Broj stranica: 304. Biografije i memoari. ISBN 978-953-257-216-2
- Blago Jadrana- ronilački vodič po olupinama hrvatskog Jadrana, Jasen Mesić, Danijel Frka. Izdavač: ADAMIĆ, RIJEKA. Broj stranica: 377. ISBN 978-953-219-453-1
- Bibliotekar, Mihail Elizarov. Nakladnik: Šareni dućan. Broj stranica: 331. Beletristika. ISBN 978-953-320-048-4
- Bijeli klaun, Damir Miloš. Nakladnik: MeandarMedia. Broj stranica: 144. Dječje knjige. ISBN 978-953-334-018-0
- Bijesna vojska, Fred Vargas. Prevoditelj: Dubravka Celebrini. Nakladnik: Edicije Božičević. Broj stranica: 368. Krimići i trileri. ISBN 978-953-6751-78-5
- Blato, znoj i suze, Bear Grylls. Nakladnik: Veble commerce. Broj stranica: 424.  Biografije i memoari. ISBN 978-953-251-142-0
- Bog neće pomoći, Marko Pogačar. Nakladnik: Algoritam. Broj stranica: 144. Beletristika. ISBN 978-953-316-458-8
- Bouvard i Pécuchet / Rječnik uvriježenih ideja, Gustave Flaubert. Prevoditelj: Bosiljka Brlečić. Nakladnik: Matica hrvatska. Broj stranica: 489.  Beletristika. ISBN 978-953-150-975-6
- Božanska dječica, Tatjana Gromača. Nakladnik: Fraktura. Broj stranica: 184. Beletristika. ISBN 978-953-266-409-6
- Božićna potraga, Julijana Matanović. Nakladnik: V.B.Z. Broj stranica: 104. Ljubavni romani. ISBN 978-953-304-513-9
- Božji žrvanj, David Levering Lewis. Prevoditelj: Ljiljana Novković. Nakladnik: Algoritam. Broj stranica: 516. Povijest i politika. ISBN 978-953-316-044-3
- Bratstvo crnog bodeža: Kraljica tame, J. R. Ward. Nakladnik: Znanje. Broj stranica: 248. Horor, fantastika i SF. ISBN 978-953-324-489-1
- Bratstvo crnog bodeža: Noćni lov, J. R. Ward. Prevoditelj: Marina Petrić. Nakladnik: Znanje. Broj stranica: 256. Horor, fantastika i SF. ISBN 978-953-324-455-6
- Bratstvo crnog bodeža: Srce vampira, J. R. Ward. Prevoditelj: Ana Katana. Nakladnik: Znanje. Broj stranica: 256. Horor, fantastika i SF. ISBN 978-953-324-652-9
- Bratstvo crnog bodeža: Vječna kletva, J. R. Ward. Prevoditelj: Marina Petrić. Nakladnik: Znanje. Broj stranica: 248. Horor, fantastika i SF. ISBN 978-953-324-533-1
- Bratstvo crnog bodeža: Zvijer u njemu, J. R. Ward. Nakladnik: Znanje. Broj stranica: 248. Horor, fantastika i SF. ISBN 978-953-324-521-8
- Brodeckov izvještaj, Philippe Claudel. Prevoditelj: Dubravka Celebrini. Nakladnik: Edicije Božičević. Broj stranica: 256. Beletristika. ISBN 978-953-6751-87-7
- Budućnost slobode, Fareed Zakaria. Prevoditelj: Srđan Dvornik. Nakladnik: Fraktura. Broj stranica: 288. Povijest i politika. ISBN 978-953-266-412-6
- Buntovnik na prijestolju, Marija Jurić Zagorka. Nakladnik: EPH Media. Broj stranica: 573. Ljubavni romani. ISBN 978-953-7770-84-6

### C
- Cijena života, Lee Child. Prevoditelj: Miloš Đurđević. Nakladnik: Znanje. Broj stranica: 368. Krimići i trileri. ISBN 978-953-324-475-4
- Crveni travanj, Santiago Roncagliolo. Prevoditelj: Anja Lasić. Nakladnik: Edicije Božičević. Broj stranica: 248.  Beletristika. ISBN 978-953-6751-91-4
- Cvjećarnica u Kući cveća, Lazar Džamić. Nakladnik: Naklada Jesenski i Turk, Heliks. Broj stranica: 142. Publicistika, Strip. ISBN 978-953-222-621-8. Jezik izdanja: Srpski

### Č
- Čarobna ploča, Valérie Tong Cuong. Prevoditelj: Petra Matić. Nakladnik: Lumen izdavaštvo. Broj stranica: 144.  Beletristika. ISBN 978-953-7829-12-4
- Čekajući Roberta Capu, Susana Fortes. Prevoditelj: Tamara Horvat Kanjera. Nakladnik: Fraktura. Broj stranica: 224. Biografije i memoari. ISBN 978-953-266-379-2
- Čelična mladost, Silvia Avallone. Prevoditelj: Maja Adžija. Nakladnik: Lumen izdavaštvo. Broj stranica: 320. Literatura za mlade. ISBN 978-953-0-61143-6
- Četiri prijatelja, David Trueba. Prevoditelj: Jana Milić. Nakladnik: MeandarMedia. Broj stranica: 378. Beletristika. ISBN 978-953-334-003-6
- Čuvaj se senjske ruke, August Šenoa. Izdavač: ŠKOLSKA KNJIGA, ZAGREB. ISBN 978-953-0-60185-9 nevaljani ISBN

### J
- “Ja”, Wolfgang Hilbig. Prevoditelj: Helen Sinković. Nakladnik: Fraktura. Broj stranica: 344. Beletristika. ISBN 978-953-266-389-1

### K
- Kultura odijevanja u Zagrebu na prijelazu iz 19. u 20. stoljeće, Katarina Nina Simončič. Nakladnik: Plejada. Broj stranica: 224. Umjetnost, arhitektura, dizajn, Društvene znanosti. ISBN 978-953-7782-15-3

### M
- Mamasafari : (i ostale stvari), Olja Savičević Ivančević. Nakladnik: Algoritam. 72 str., ISBN 9789533165158

### N
- Nahrani me, Roman Simić. Nakladnik: Profil. 157 str., ISBN 9789533131283

### S
- S(i)nu bez s(i)nova, Srđan Sandić. Nakladnik: Sandorf. Broj stranica: 158. Drame. ISBN 978-953-771-522-9

### T
- Tvoja je riječ tvoj čarobni štapić, Florence Scovel Shinn. Prijevod: Zdenka Andrijić. Nakladnik: Veble commerce. 64 str. ISBN 978-953-251-143-7

### U
- Unfinished Modernisations: Between Utopia and Pragmatism, Uredili Maroje Mrduljaš, Vladimir Kulić. Izdavač: Udruženje hrvatskih arhitekata. Broj stranica: 470. Jezik: engleski. ISBN 9789536646241

### V
- Vilikon, Jasna Horvat. Nakladnik: Naklada Ljevak. Broj stranica: 287. Beletristika. Povijesni romani. Sile prirode. ISBN 9789533035321

### Z
- Zec jantarnih očiju, Edmund de Waal, Nakladnik: Mozaik knjiga. Broj stranica: 366. Umjetnost, arhitektura, dizajn. ISBN 978-953-141-201-8
- Zima na jugu, Norbert Gstrein. Prevoditelj: Boris Perić. Nakladnik: Fraktura. Broj stranica: 304. Povijesni romani. ISBN 978-953-266-377-8

### Ž
- Žohari, Jo Nesbø. Nakladnik: Profil. Broj stranica: 332. Krimići i trileri. ISBN 978-953-313-121-4

## Vanjske poveznice
|  | Zajednički poslužitelj ima još gradiva o temi Knjige iz 2012. |